# École nationale de police du Québec
L'École nationale de police du Québec est l'endroit où tous les aspirants policiers reçoivent la formation nécessaire afin d'exercer le métier de policier au Québec. Elle est située à Nicolet, au Centre-du-Québec.
L'École est membre du réseau international Francopol, voué à l'amélioration de la formation et des pratiques policières en Francophonie.

## Description
Les aspirants policiers du Québec doivent terminer une formation technique dans un des collèges dispensant la formation au Québec pour ensuite suivre la formation intensive de 15 semaines à l'École. Sauf lors de circonstances exceptionnelles, neuf cohortes de 108 aspirants (pour un total de 972) sont formées chaque année à l'École.
L'École ne se contente pas de fournir la formation aux aspirants policiers. Elle donne des formations plus avancées pour les policiers et d'autres organismes requérant son expertise. Elle met également à la disposition de la communauté des locaux pour y tenir des colloques et réunions. L'École héberge également un centre sportif qui est mis à la disposition du Service des loisirs de la ville de Nicolet.

## Histoire

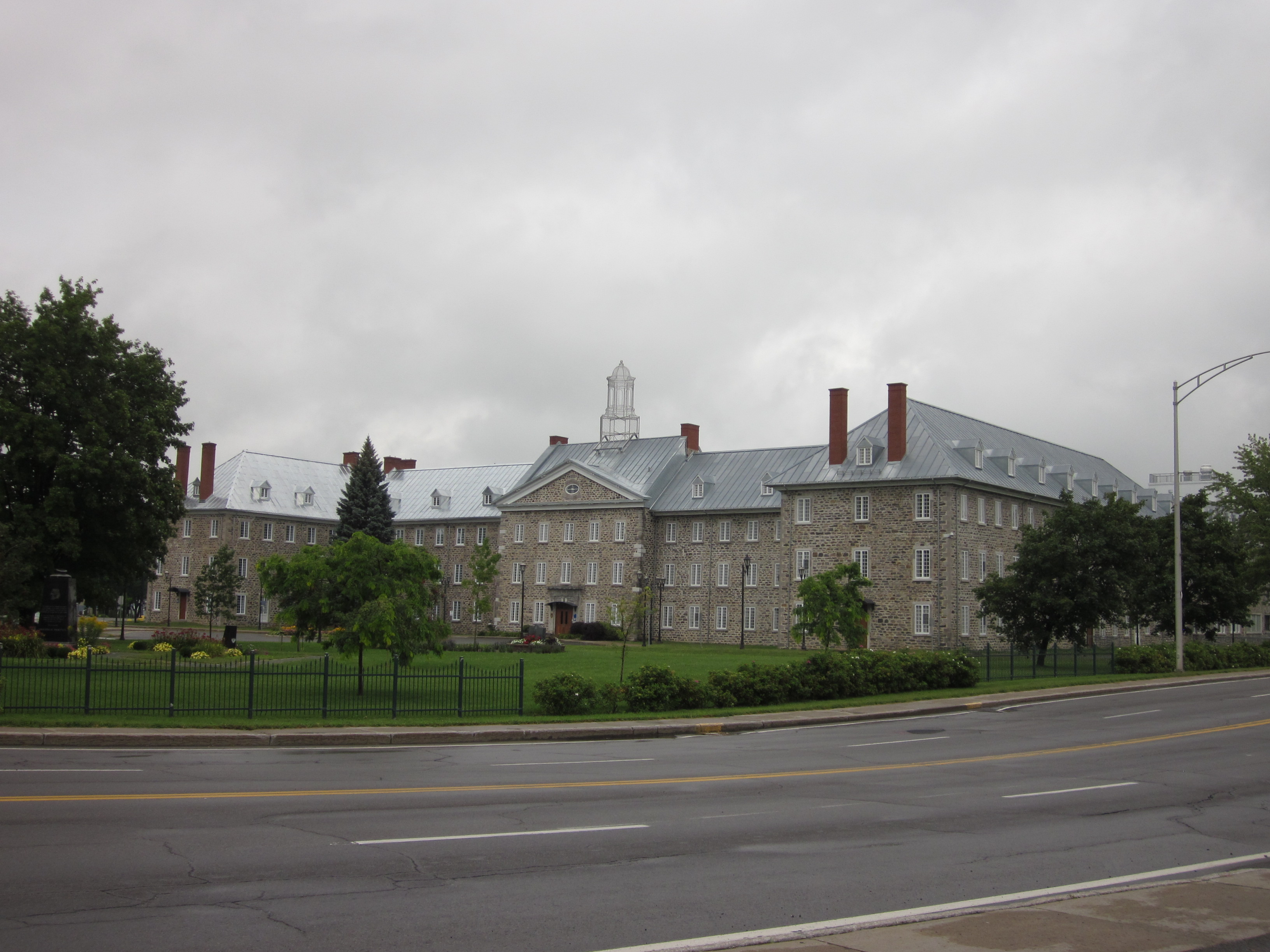
École nationale de police du Québec

L'École nationale de police du Québec se trouve dans l'édifice du Séminaire de Nicolet depuis 1969. Cet édifice a été reconnu monument historique par le ministère des Affaires culturelles le 24 octobre 1973, après qu'un incendie ait détruit une partie de sa façade et une aile latérale. La chapelle extérieure est démolie en 1987 en raison de déformation importante créée par le tassement du sol argileux. Un projet de restauration a été exécuté au cours des années 2000.
Le 1er septembre 2000 au Québec, l'École remplace l'Institut de police du Québec (au même endroit, mais d'un nom différent) en vertu de la Loi sur la police.
En 2020, pendant la pandémie de Covid-19 au Québec, avec des mesures sanitaires particulières, l'un des pavillons de l'École a été converti en hôpital temporaire.